# 弗拉迪米尔·斯托伊科维奇
華迪米·史杜高域（羅馬化：Vladimir Stojković，1983年7月28日—），出生在南斯拉夫塞爾維亞城市洛茲尼察，是一名塞爾維亞足球員，现时效力于沙特职业足球联赛俱乐部艾費哈，司職門將。他亦是塞爾維亞國門。

## 生平
史杜高域出身自運動世家，他的父親是足球守門員，母親則是手球員—他的職業生涯可算是順利成章的。他17歲時加盟貝爾格萊德紅星，不過並未能取代迪什連科維奇的正選位置，使他最終被球會外借至波斯尼亞和黑塞哥維那球會FK萊奧塔效力，其後轉投FK澤蒙。
貝爾格萊德紅星
當弗拉基米爾·迪什連科維奇在2005年夏天被出售至烏克蘭球會當尼斯克後，史杜高域重返貝爾格萊德紅星並在時任領隊華特·辛格帶領下，他的表現很快便使人印象深刻，他協助球隊贏得塞超和塞爾維亞和黑山盃，球會因此成為雙料冠軍。
他最令人難忘的時刻是在主場對羅馬的歐協盃賽事中，撲出了安東尼奧·卡斯辛奴的十二碼，球隊最終以3-1的比分擊敗對手，儘管球會不像他們的意大利對手一樣可以晉級。
南特
2006年夏天，史杜高域加盟法甲球會南特（據聞轉會費為300萬歐羅）以取代離開的門將。他在初時的幾場賽事表現不錯，然而他的狀態迅速下降，最終在歇冬期前被後備門將20歲的文森·拜安特取代了其位置。與此同時，時任領隊喬治·歐因戰續差劣而被解僱並由助教米高·扎卡里安取代。史杜高域並不受新領隊所重用，當法國的星級門將法比安·巴夫斯答應在2006/07球季復出加盟南特後，使他尋求轉會或外借至其他球會。
維迪斯
2007年1月，史杜高域被球會外借至維迪斯，為期6個月。2007年3月3日，他在對精英隊的賽事中首次於荷甲上陣。
士砵亭
2007年7月11日，他與葡萄牙球會士砵亭簽訂了5年合約，據指士砵亭支付了150萬歐羅的轉會費。這時，士砵亭剛剛將他們的最佳的年青球員以250萬歐羅的價格售予曼聯，他就買下了來自巴爾幹半島的塞黑聯賽的3位塞黑U21球員，分別是史杜高域和另外兩名黑山球員—22歲的普羅維奇和21歲的。
史杜高域最初的表現不俗，不過在上半季快要結束時受傷，使他的位置被年青的所取代。當他傷癒後再未能打進正選11人陣容，時任領隊保羅·本托將他降為第三門將。
2008年7月，士砵亭允許史杜高域前往英超球會愛華頓試訓，以期獲得借用。然而，在7月22日，他無故缺席首課訓練，球會發言人對此說道愛華頓已經對其失去興趣，並說他們早已被警告史杜高域的性格複雜的問題。
因此，他在2008/09球季初重返士砵亭，不過並未能在聯賽上陣一分鐘。2008年12月，球會準備在歇冬時將他出售或外借。
基達菲
在2009年1月冬季轉會市場時，他被外借至西甲球會基達菲直至球季結束。這隊馬德里球會成為他3年內第5支效力的球會。
當正選門將積高保因領紅而停賽及阿根廷門將奧斯卡·烏斯達利仍然在養傷的情況下，史杜高域在2009年4月12日對西維爾的賽事中首次上陣，並保持不失球，協助球隊以1-0的比分擊敗對手。臨近球季結束時，基達菲表示有興趣買入他，不過未能同意的士砵亭提出的價格。據他的經理人卓然·斯托亞迪諾維奇（Зорана Стојадиновића）指，基達菲出價50萬歐羅，附加史杜高域下次轉會費的25%，不過被對方拒絕。
重返士砵亭
2009/10球季，史杜高域仍然在領隊的計劃之外。2009年10月後期，他對外公開承認在保羅·本托麾下難以爭取正選位置，亦暗示自己願意減薪，以便前往一支能保證他可以上陣的球會，以保持他在2010年世界盃前能持續參與賽事。2009年11月，保羅·本托因差劣的戰續而被解僱，卡瓦哈爾接任新領隊，不過史杜高域仍然不受重用。其後，葡萄牙小報《晨郵報》暗示他的隊友莫天奴、普加、列特臣和簡利拿聯同球會董事長賓庭確治希望他離開。然而，報導迅速在球會網站受到抨擊。
韋根
2009年12月尾，史杜高域被球會外借至韋根，為期6個月，以暫代因代表加納出戰2010年非洲國家盃的李察·京遜。這則轉會在2010年1月7日被會方正式確認。2010年1月23日，他在足總盃第四圈對英乙球會諾士郡的賽事中首次上陣，最終韋根在落後兩球的情況下以2-2的比分逼平對手。這是史杜高域自從於基達菲回來後首場球會級別的競爭性賽事，他在下半場表現不錯，使韋根未至於被對手所淘汰。1月27日，他在伊活公園球場對布力般流浪的賽事中首次在聯賽正選上陣。

## 國際賽
U21
在2004年於德國舉行的歐洲U-21足球錦標賽，史杜高域是塞黑U21後備門將，正選門將是尼古拉·米洛耶維奇。因此，他並未有上陣過一分鐘。 
漸漸地，隨著史杜高域在貝爾格萊德紅星的突破性發展，他獲得更多機會並迅速成為U21不可或缺的成員。2006年5月，由於丹高·拿索域需要停賽，史杜高域因而在葡萄牙舉辦的2006年歐洲U-21足球錦標賽期間擔任隊長。最終球隊四強止步。
國家隊
史杜高域在未曾代表國家隊上陣過的情況下被徵召入塞黑於2006年世界盃的大軍名單，再次以後備門將的形式支援。
2006年夏天，成為新任領隊，史杜高域成為新獨立的塞爾維亞的首席門將。2006年8月16日，他在對捷克的賽事中首次正選上陣。在2008年歐洲國家盃外圍賽期間， 他表現不俗，從他在對葡萄牙的賽事中屢救險球，為塞爾維亞爭取了1分中可以體現出他的信心。隨著失去2008年歐洲國家盃的資格，查維亞·基文迪的帥位由米洛斯拉夫·杜傑錫所代替，而史杜高域仍繼續保持他的正選席位。
2008年7月，史杜高域入選北京奧運塞爾維亞奧運隊的成員。他在新領隊麾下仍然正選上陣，儘管他在士砵亭被投閒置散。他最終在2010年世界盃外圍賽協助塞爾維亞取得2010年世界盃決賽週資格。

## 外部連結
- （塞爾維亞文）國家隊檔案 （页面存档备份，存于）
- （葡萄牙文）士砵亭簡介
- （英文）Stats and profile at Zerozero
- （英文）NationalFootballTeams data （页面存档备份，存于）